# Narón Balompé Piñeiros
El Narón Balompé Piñeiros fue un equipo de fútbol español del municipio gallego de Narón, en la provincia de La Coruña.

## Temporada 2009-2010
En la campaña 2009-2010 se consumó la salida de su técnico, Luis Miguel G.ª de la entidad, tras 5 años como entrenador del 1.er equipo. Asimismo, durante esta temporada la Directiva acordó la puesta en marcha de la Nueva Escuela de Fútbol, fundada el 30 de junio de 2009. Manel Fernández y Juanito se ponen al frente como directores, con la coordinación del Entrenador Nivel III Miro Alonso. Comienza así una etapa ilusionante en la que el Naron Balompé apuesta por la cantera, como demuestra su equipo filial (el 97 % de los jugadores son sub-23, y el 99 % de la comarca de Ferrolterra). Este conjunto filial, bajo el mando de Juan Carlos Gundín, ha finalizado la liga de 2.ª Autonómica en 3.ª Posición, causando unas inmejorables sensaciones. De este equipo, 6 jugadores han gozado de minutos con el equipo de 3.ª División.

## Estadio
Estadio Primer Equipo: Municipal de Río Seco. 500 espectadores. Inaugurado en 1999. Narón.
Estadio Escuela de Fútbol. O Cadaval (Narón), reinaugurado con nuevos vestuarios y césped artificial en el año 2009.
Otros Campos: Comenzó jugando en el Campo do Cadaval, Piñeiros (sin tribunas), construido en 1971.

## Datos del club
- Temporadas en 1.ª: 0
- Temporadas en 2.ª: 0
- Temporadas en 2ªB: 0
- Temporadas en 3.ª: 9

| Temporada | Nivel | Categoría     | Puesto |
| --------- | ----- | ------------- | ------ |
| 1996/97   | 7     | 2ª Autonómica | 1º     |
| 1997/98   | 6     | 1ª Autonómica | 12º    |
| 1998/99   | 6     | 1ª Autonómica | 14º    |
| 1999/00   | 6     | 1ª Autonómica | 12º    |
| 2000/01   | 6     | 1ª Autonómica | 5º     |
| 2001/02   | 6     | 1ª Autonómica | 1º     |
| 2002/03   | 5     | Preferente    | 1º     |
| 2003/04   | 4     | 3.ª           | 17º    |
| 2004/05   | 4     | 3.ª           | 9º     |
| 2005/06   | 4     | 3.ª           | 8º     |

| Temporada | Nivel | Categoría     | Puesto |
| --------- | ----- | ------------- | ------ |
| 2006/07   | 4     | 3.ª           | 10º    |
| 2007/08   | 4     | 3.ª           | 3º     |
| 2008/09   | 4     | 3.ª           | 5º     |
| 2009/10   | 4     | 3.ª           | 5º     |
| 2010/11   | 4     | 3.ª           | 18º    |
| 2011/12   | 5     | Preferente    | 2º     |
| 2012/13   | 4     | 3.ª           | 20º    |
| 2013/14   | 5     | Preferente    | 19º    |
| 2014/15   | 6     | 1ª Autonómica | 15º    |

## Presidentes
- Andrés Gómez Pérez

## Entrenadores
- José Rivera: 1 de julio de 1996-30 de junio de 2000
- Germán Amil Silva: 1 de julio de 2000-30 de junio de 2004
- Luis Miguel García Pita: 1 de julio de 2005